# وقعة ثرب
عندما استولى محمد العبدالله الرشيد على كل  نجد جشد قواته وسحق قبيلة مطير عام 1310 هـ وبعدها بليلة هاجم مطير مرة أخرى لتوسيع حكمه غربا ، كما واصل غاراته وهاجم مطير عام 1312 هـ بموقع يقال له ثرب وغنم قرابة 300 ذلول وعندها اشتكت مطير لمحافظ المدينة المنورة لدى تركيا الدولة العثمانية  ونظرا لقوة ابن رشيد طلب منه محافظ المدينة إعادة الغنائم سلميا ولكنه رفض . 

## شعر محمد ال رشيد بعد المعركة
ومثل رثعته بمطير ماهي خفية
نهار تشيب أطفال سمر الجدايل
على ثرب يوم الله نوى بذهابهم
تمارح العزبات بين الترايل " .